# Udea rhododendronalis
Udea rhododendronalis là một loài bướm đêm trong họ Crambidae.